# Ulee Blang (Julok)
Ulee Blang is een bestuurslaag in het regentschap Aceh Timur van de provincie Atjeh, Indonesië. Ulee Blang telt 421 inwoners (volkstelling 2010).